# Погледец (хижа)
Вижте пояснителната страница за други значения на Погледец.
Хижа „Погледец“ се намира в североизточния дял на Витоша, приблизително по средата на пътя между хижа „Алеко“ и село Бистрица.
Тя граничи с биосферния резерват Бистришко бранище на запад и поляните на местността Катунище на изток. До хижата се стига за около 1 час от Алеко и за 2 часа от Бистрица. Има 4 стаи за спане – 1 с 10 легла, 1 с 6 легла и 2 двойни стаи.